# Holyoke
Holyoke är en stad i Hampden County, Massachusetts, USA. Den hade 39 838 invånare vid folkräkningen år 2000.
Staden är platsen där volleyboll som modern idrott föddes. Detta skedde 1895, då idrottsläraren William G. Morgan uppfann ett bollspel som han då kallade mintonette.